# Schmidt Spiel & Freizeit GmbH
Schmidt Spiele is een Duitse uitgever en producent van bordspellen en pluche knuffeldieren.
In 1907 ontwikkelde de oprichter Josef Friedrich Schmidt in München het bordspel Mens erger je niet!, gebaseerd op Pachisi.
Al snel produceerde het bedrijf meerdere puzzels en bordspellen waaronder Yahtzee, Acquire, de Duitse versie van het Games Workshop-spel Talisman en Steam Horse.
Zoon Franz Schmidt werd ook zelfstandige en richtte zijn eigen bedrijf op onder de naam Schmidt Spiele. Vóór de Tweede Wereldoorlog was zijn zetel in Neurenberg en daarna in München. Beide bedrijven onderhielden nauwe contacten om uiteindelijk in 1970 - na de dood van Josef Friederich - te fuseren. Het bedrijf verhuisde naar Eching.
In de jaren '80 werd het fantasierollenspel Het Oog des Meesters ontwikkeld.
In 1997 raakte Schmidt Spiele in financiële problemen en werd het overgenomen door de Berlin Blatz-groep. Sindsdien biedt Blatz zijn producten aan onder de merknaam Schmidt Spiele. In die periode werden knuffeldieren aan het assortiment toegevoegd.
In 2008 werd de uitgeverij Drei Magier Spiele overgenomen.